# Canariphantes nanus
Canariphantes nanus är en spindelart som först beskrevs av Kulczynski 1898.  Canariphantes nanus ingår i släktet Canariphantes och familjen täckvävarspindlar. Inga underarter finns listade.